# Фабиан, Патрик (футболист)
Патрик Фабиан (нем. Patrick Fabian; род. 11 октября 1987, Хаген, ФРГ) — бывший немецкий футболист, выступал на позиции защитника.

## Карьера
Воспитанник школы клуба «Вестхофен» из Шверте. В 1999 году приехал по обмену учиться в школу спортивного клуба «Острих-Изерлон», в 2000 году поступил в академию клуба «Бохум». В апреле 2006 года дебютировал за вторую команду «Бохума» . За основную команду дебютировал в Бундеслиги 14 февраля 2009 в дерби против «Шальке 04», заменив Станислава Шестака на 93-й минуте. С марта 2011 года по июль 2012 года получил три разрыва крестообразных связок, пропустив в общей сложности больше 25 месяцев.
По окончании сезона 2019/20 принял решение завершить карьеру футболиста и войти в тренерский штаб «Бохума». В сентябре 2022 года стал спортивным директором клуба, заменив на этой должности Себастьяна Шиндцилорца. В начале марта 2023 года по состоянию здоровья покинул занимаемую должность, но к лету 2023 года вернулся обратно.  